# Строкино (Московская область)

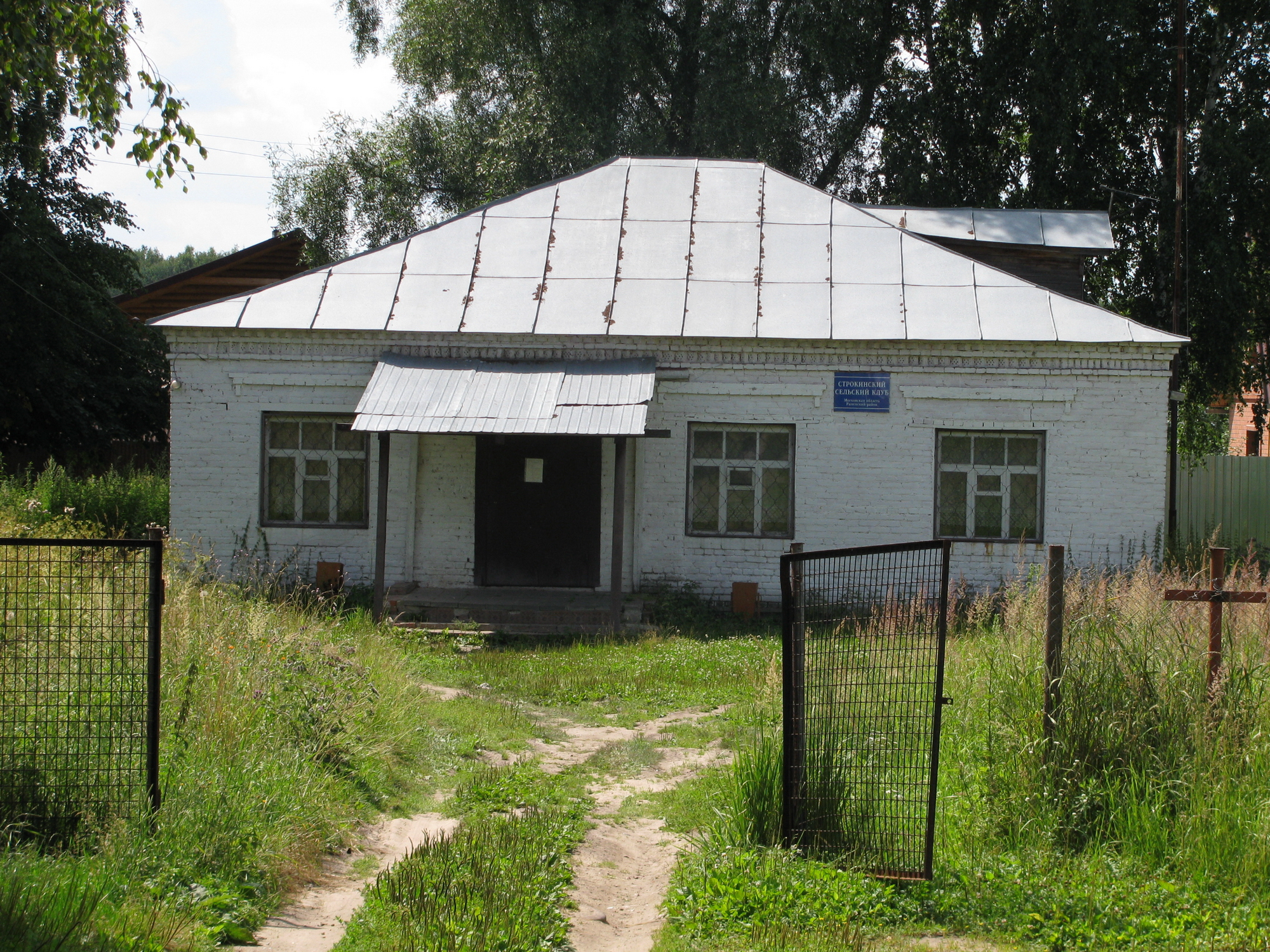
Строкинский сельский клуб

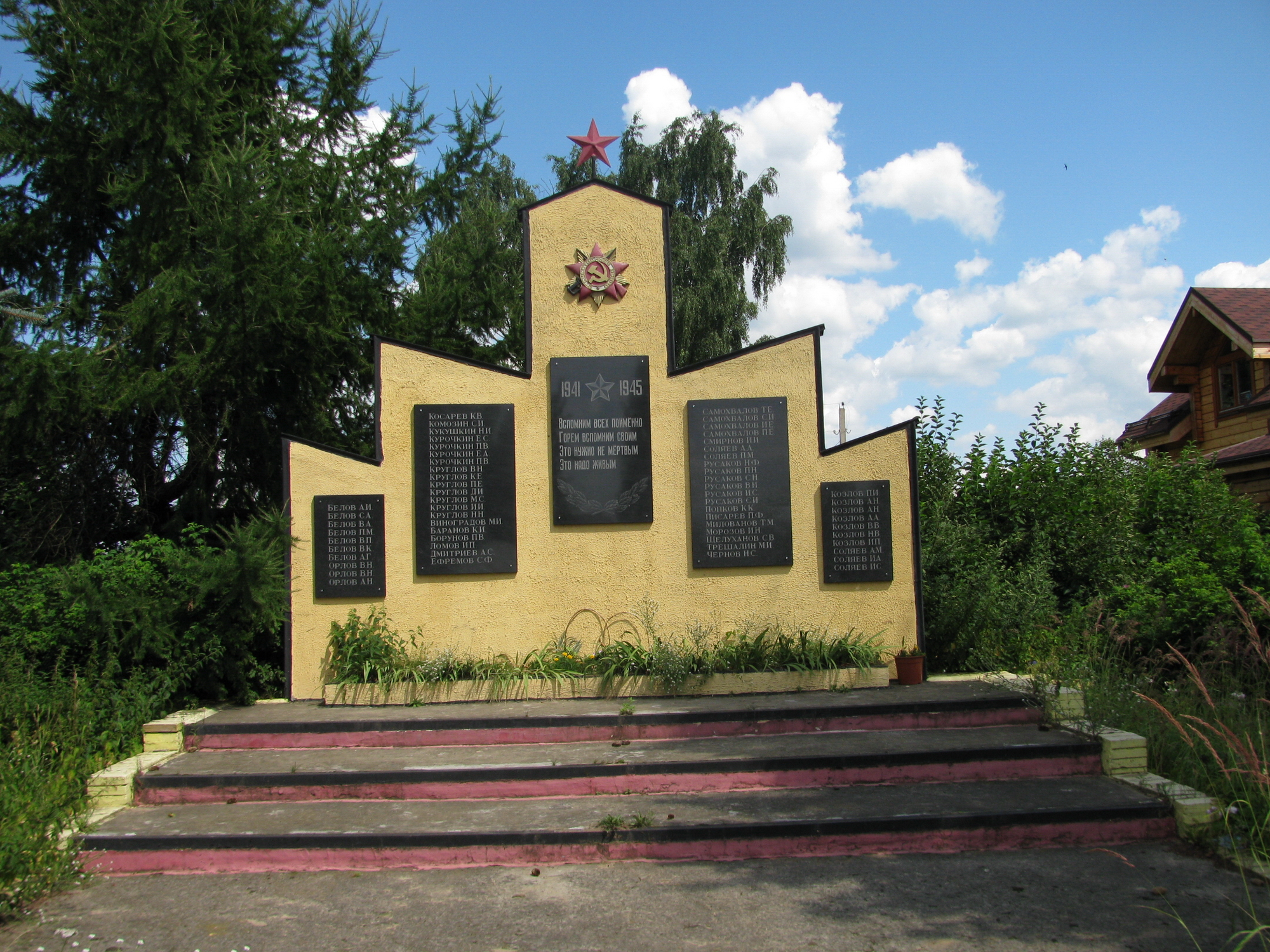
Воинский мемориал в Строкино

Стро́кино — село в Раменском муниципальном районе Московской области. Входит в состав сельское поселение Вялковское. Население — 912 чел. (2010).

## Название
В начале XVII века упоминается как деревня Строкина. Название связано с некалендарным именем Строка.

## География
Село Строкино расположено в северной части Раменского района, примерно в 10 км к северу от города Раменское. Высота над уровнем моря 134 м. Рядом с селом протекает река Вьюнка. В селе 3 улицы. Ближайший населённый пункт — деревня Лужки.

## История
В 1926 году село являлось центром Строкинского сельсовета Быковской волости Бронницкого уезда Московской губернии.
С 1929 года — населённый пункт в составе Раменского района Московского округа Московской области.
В 1994—2002 годах Строкино входило в состав Строкинского сельского округа Раменского района, а с 2002 и до муниципальной реформы 2006 года — в состав Вялковского сельского округа.

## Образование
В селе действует 1 средняя общеобразовательная школа и 1 отделение дошкольного образования.
- Власовская СОШ № 13[9]
- Детский сад № 19[10]

## Население
| 1926 | 2002  | 2010 |
| ---- | ----- | ---- |
| 450  | ↗1123 | ↘912 |

В 1926 году в селе проживало 450 человек (201 мужчина, 249 женщин), насчитывалось 80 крестьянских хозяйств. По переписи 2002 года — 1123 человека (537 мужчин, 586 женщин).